# Bahnstrecke Brno–Havlíčkův Brod
| Kursbuchstrecke (SŽ): | 250                               |                                                             |                                                             |
| Streckenlänge: | 118,413 km                        |                                                             |                                                             |
| Spurweite: | 1435 mm (Normalspur)              |                                                             |                                                             |
| Streckenklasse: | D4                                |                                                             |                                                             |
| Stromsystem: | 25 kV / 50 Hz ~                   |                                                             |                                                             |
| Maximale Neigung: | 17 ‰                              |                                                             |                                                             |
| Streckengeschwindigkeit: | 160 km/h                          |                                                             |                                                             |
| Zweigleisigkeit: | Odb. Brno-Židenice–Havlíčkův Brod |                                                             |                                                             |
| |                                   |                                                             |                                                             |
| \| \| \| von (Wien–) Brno hl.n. (vorm. StEG) \| \| \| \| 157,978 0,000 \| (Streckenbeginn) \| (Streckenbeginn) \| \| \| 0,202 \| Brno-Židenice (Odb.) \| Brno-Židenice (Odb.) \| \| \| \| nach Česká Třebová (vorm. StEG) \| \| \| \| \| Verbindungskurve von Brno-Maloměřice \| \| \| \| \| Svitava \| \| \| \| 3,389 \| Obřanský (64 m) \| Obřanský (64 m) \| \| \| 4,970 \| Cacovický (70 m) \| Cacovický (70 m) \| \| \| 5,384 \| Husovický (260 m) \| Husovický (260 m) \| \| \| 6,10 \| Brno-Lesná \| Brno-Lesná \| \| \| 7,735 \| Královopolský (88 m) \| Královopolský (88 m) \| \| \| 8,535 \| Brno-Královo Pole \| Brno-Královo Pole \| \| \| 10,913 \| Brno-Řečkovice \| Brno-Řečkovice \| \| \| 13,634 \| Jehnice \| Jehnice \| \| \| 15,495 \| Česká \| Česká \| \| \| 18,655 \| Kuřim \| Kuřim \| \| \| \| nach Veverská Bítýška (vorm. LB Gurein–Bittischka-Eichhorn) \| \| \| \| 25,172 \| Čebín \| Čebín \| \| \| 27,808 \| Hradčany \| Hradčany \| \| \| 30,041 \| Tišnov \| Tišnov \| \| \| \| nach Žďár nad Sázavou (vorm. LB Deutschbrod–Tischnowitz) \| \| \| \| \| Svratka \| \| \| \| 34,533 \| Loučský (633 m) \| Loučský (633 m) \| \| \| 35,868 \| Dolní Loučky \| Dolní Loučky \| \| \| 38,915 \| Řikonín \| Řikonín \| \| \| \| Libochůvka \| \| \| \| 41,836 \| Lubenský (213 m) \| Lubenský (213 m) \| \| \| 42,581 \| Níhovský (531 m) \| Níhovský (531 m) \| \| \| 43,974 \| Níhov \| Níhov \| \| \| 48,832 \| Vlkov u Tišnova \| Vlkov u Tišnova \| \| \| \| Vlkov-Osová (seit 2024) \| \| \| \| 52,307 \| Osová Bítýška \| Osová Bítýška \| \| \| 55,603 \| Ořechov \| Ořechov \| \| \| \| von Studenec \| \| \| \| 61,623 \| Křižanov \| Křižanov \| \| \| \| Libochůvka \| \| \| \| 68,621 \| Sklené nad Oslavou \| Sklené nad Oslavou \| \| \| 73,375 \| Laštovičky \| Laštovičky \| \| \| \| Oslava \| \| \| \| 77,532 \| Ostrov nad Oslavou \| Ostrov nad Oslavou \| \| \| \| Oslava \| \| \| \| \| von Tišnov (vorm. LB Deutschbrod–Tischnowitz) \| \| \| \| 86,314 \| Žďár nad Sázavou \| Žďár nad Sázavou \| \| \| \| Sázava \| \| \| \| 90,342 \| Hamry nad Sázavou \| Hamry nad Sázavou \| \| \| 94,154 \| Sázava u Žďáru \| Sázava u Žďáru \| \| \| \| Sázava \| \| \| \| \| Sázava \| \| \| \| 98,884 \| Nížkov \| Nížkov \| \| \| \| Sázava \| \| \| \| \| Sázava \| \| \| \| 101,026 \| Ronov nad Sázavou \| Ronov nad Sázavou \| \| \| \| Sázava \| \| \| \| \| Sázava \| \| \| \| 103,443 \| Přibyslav \| Přibyslav \| \| \| \| Sázava \| \| \| \| \| Sázava \| \| \| \| 105,695 \| Přibyslav zastávka \| Přibyslav zastávka \| \| \| \| Sázava \| \| \| \| \| Sázava \| \| \| \| 109,100 \| Stříbrné Hory \| Stříbrné Hory \| \| \| \| Sázava \| \| \| \| 111,071 \| Pohled \| Pohled \| \| \| \| Sázava \| \| \| \| 114,675 \| Pohledští Dvořáci \| Pohledští Dvořáci \| \| \| \| von Pardubice (vorm. ÖNWB) \| \| \| \| 116,069 \| Havlíčkův Brod Stanoviště Tunel \| Havlíčkův Brod Stanoviště Tunel \| \| \| 116,401 \| Havlíčkobrodský (623 m) \| Havlíčkobrodský (623 m) \| \| \| \| von (Wien–) Znojmo (vorm. ÖNWB) \| \| \| \| 118,413 \| Havlíčkův Brod \| Havlíčkův Brod \| \| \| \| nach Nymburk (–Děčín) (vorm. ÖNWB) \| \| \| \| \| \| \| \| Quellen: [1][2] \| \| \| \| |                                   |                                                             |                                                             |
| Strecke |                                   | von (Wien–) Brno hl.n. (vorm. StEG)                         | von (Wien–) Brno hl.n. (vorm. StEG)                         |
| Kilometer-Wechsel | 157,978 0,000                     | (Streckenbeginn)                                            | (Streckenbeginn)                                            |
| Haltepunkt / Haltestelle | 0,202                             | Brno-Židenice (Odb.)                                        | Brno-Židenice (Odb.)                                        |
| Abzweig geradeaus und nach rechts |                                   | nach Česká Třebová (vorm. StEG)                             | nach Česká Třebová (vorm. StEG)                             |
| Abzweig geradeaus und von rechts |                                   | Verbindungskurve von Brno-Maloměřice                        | Verbindungskurve von Brno-Maloměřice                        |
| Brücke über Wasserlauf |                                   | Svitava                                                     | Svitava                                                     |
| Tunnel | 3,389                             | Obřanský (64 m)                                             | Obřanský (64 m)                                             |
| Tunnel | 4,970                             | Cacovický (70 m)                                            | Cacovický (70 m)                                            |
| Tunnel | 5,384                             | Husovický (260 m)                                           | Husovický (260 m)                                           |
| Haltepunkt / Haltestelle | 6,10                              | Brno-Lesná                                                  | Brno-Lesná                                                  |
| Tunnel | 7,735                             | Královopolský (88 m)                                        | Královopolský (88 m)                                        |
| Bahnhof | 8,535                             | Brno-Královo Pole                                           | Brno-Královo Pole                                           |
| Haltepunkt / Haltestelle | 10,913                            | Brno-Řečkovice                                              | Brno-Řečkovice                                              |
| ehemaliger Haltepunkt / Haltestelle | 13,634                            | Jehnice                                                     | Jehnice                                                     |
| Haltepunkt / Haltestelle | 15,495                            | Česká                                                       | Česká                                                       |
| Bahnhof | 18,655                            | Kuřim                                                       | Kuřim                                                       |
| Abzweig geradeaus und ehemals nach links |                                   | nach Veverská Bítýška (vorm. LB Gurein–Bittischka-Eichhorn) | nach Veverská Bítýška (vorm. LB Gurein–Bittischka-Eichhorn) |
| Haltepunkt / Haltestelle | 25,172                            | Čebín                                                       | Čebín                                                       |
| Haltepunkt / Haltestelle | 27,808                            | Hradčany                                                    | Hradčany                                                    |
| Bahnhof | 30,041                            | Tišnov                                                      | Tišnov                                                      |
| Abzweig geradeaus und nach rechts |                                   | nach Žďár nad Sázavou (vorm. LB Deutschbrod–Tischnowitz)    | nach Žďár nad Sázavou (vorm. LB Deutschbrod–Tischnowitz)    |
| Brücke über Wasserlauf |                                   | Svratka                                                     | Svratka                                                     |
| Tunnel | 34,533                            | Loučský (633 m)                                             | Loučský (633 m)                                             |
| Haltepunkt / Haltestelle | 35,868                            | Dolní Loučky                                                | Dolní Loučky                                                |
| Bahnhof | 38,915                            | Řikonín                                                     | Řikonín                                                     |
| Brücke über Wasserlauf |                                   | Libochůvka                                                  | Libochůvka                                                  |
| Tunnel | 41,836                            | Lubenský (213 m)                                            | Lubenský (213 m)                                            |
| Tunnel | 42,581                            | Níhovský (531 m)                                            | Níhovský (531 m)                                            |
| Haltepunkt / Haltestelle | 43,974                            | Níhov                                                       | Níhov                                                       |
| Dienststation / Betriebs- oder Güterbahnhof | 48,832                            | Vlkov u Tišnova                                             | Vlkov u Tišnova                                             |
| Haltepunkt / Haltestelle |                                   | Vlkov-Osová (seit 2024)                                     | Vlkov-Osová (seit 2024)                                     |
| Haltepunkt / Haltestelle | 52,307                            | Osová Bítýška                                               | Osová Bítýška                                               |
| Haltepunkt / Haltestelle | 55,603                            | Ořechov                                                     | Ořechov                                                     |
| Abzweig geradeaus und von links |                                   | von Studenec                                                | von Studenec                                                |
| Bahnhof | 61,623                            | Křižanov                                                    | Křižanov                                                    |
| Brücke über Wasserlauf |                                   | Libochůvka                                                  | Libochůvka                                                  |
| Bahnhof | 68,621                            | Sklené nad Oslavou                                          | Sklené nad Oslavou                                          |
| Haltepunkt / Haltestelle | 73,375                            | Laštovičky                                                  | Laštovičky                                                  |
| Brücke über Wasserlauf |                                   | Oslava                                                      | Oslava                                                      |
| Bahnhof | 77,532                            | Ostrov nad Oslavou                                          | Ostrov nad Oslavou                                          |
| Brücke über Wasserlauf |                                   | Oslava                                                      | Oslava                                                      |
| Abzweig geradeaus und von rechts |                                   | von Tišnov (vorm. LB Deutschbrod–Tischnowitz)               | von Tišnov (vorm. LB Deutschbrod–Tischnowitz)               |
| Bahnhof | 86,314                            | Žďár nad Sázavou                                            | Žďár nad Sázavou                                            |
| Brücke über Wasserlauf |                                   | Sázava                                                      | Sázava                                                      |
| Haltepunkt / Haltestelle | 90,342                            | Hamry nad Sázavou                                           | Hamry nad Sázavou                                           |
| Bahnhof | 94,154                            | Sázava u Žďáru                                              | Sázava u Žďáru                                              |
| Brücke über Wasserlauf |                                   | Sázava                                                      | Sázava                                                      |
| Brücke über Wasserlauf |                                   | Sázava                                                      | Sázava                                                      |
| Haltepunkt / Haltestelle | 98,884                            | Nížkov                                                      | Nížkov                                                      |
| Brücke über Wasserlauf |                                   | Sázava                                                      | Sázava                                                      |
| Brücke über Wasserlauf |                                   | Sázava                                                      | Sázava                                                      |
| Haltepunkt / Haltestelle | 101,026                           | Ronov nad Sázavou                                           | Ronov nad Sázavou                                           |
| Brücke über Wasserlauf |                                   | Sázava                                                      | Sázava                                                      |
| Brücke über Wasserlauf |                                   | Sázava                                                      | Sázava                                                      |
| Bahnhof | 103,443                           | Přibyslav                                                   | Přibyslav                                                   |
| Brücke über Wasserlauf |                                   | Sázava                                                      | Sázava                                                      |
| Brücke über Wasserlauf |                                   | Sázava                                                      | Sázava                                                      |
| Haltepunkt / Haltestelle | 105,695                           | Přibyslav zastávka                                          | Přibyslav zastávka                                          |
| Brücke über Wasserlauf |                                   | Sázava                                                      | Sázava                                                      |
| Brücke über Wasserlauf |                                   | Sázava                                                      | Sázava                                                      |
| Haltepunkt / Haltestelle | 109,100                           | Stříbrné Hory                                               | Stříbrné Hory                                               |
| Brücke über Wasserlauf |                                   | Sázava                                                      | Sázava                                                      |
| Bahnhof | 111,071                           | Pohled                                                      | Pohled                                                      |
| Brücke über Wasserlauf |                                   | Sázava                                                      | Sázava                                                      |
| Haltepunkt / Haltestelle | 114,675                           | Pohledští Dvořáci                                           | Pohledští Dvořáci                                           |
| Abzweig geradeaus und von rechts |                                   | von Pardubice (vorm. ÖNWB)                                  | von Pardubice (vorm. ÖNWB)                                  |
| Blockstelle | 116,069                           | Havlíčkův Brod Stanoviště Tunel                             | Havlíčkův Brod Stanoviště Tunel                             |
| Tunnel | 116,401                           | Havlíčkobrodský (623 m)                                     | Havlíčkobrodský (623 m)                                     |
| Abzweig geradeaus und von links |                                   | von (Wien–) Znojmo (vorm. ÖNWB)                             | von (Wien–) Znojmo (vorm. ÖNWB)                             |
| Bahnhof | 118,413                           | Havlíčkův Brod                                              | Havlíčkův Brod                                              |
| Strecke |                                   | nach Nymburk (–Děčín) (vorm. ÖNWB)                          | nach Nymburk (–Děčín) (vorm. ÖNWB)                          |
| |                                   |                                                             |                                                             |
| Quellen: |                                   |                                                             |                                                             |

Die Bahnstrecke Brno–Havlíčkův Brod ist eine Eisenbahnverbindung in Tschechien, die von 1938 bis 1953 durch den tschechoslowakischen Staat als Teil einer neuen durchgehenden Fernverbindung zwischen Bratislava und Prag errichtet wurde. Sie zweigt in Brno (Brünn) von der Bahnstrecke Brno–Česká Třebová ab und führt in Mähren und Ostböhmen über Křižanov nach Havlíčkův Brod (Deutschbrod), wo sie in die Bahnstrecke (Wien–) Znojmo–Nymburk einmündet. 
Die Strecke Brno-Židenice–Havlíčkův Brod ist im Eisenbahnnetz der Tschechischen Republik als gesamtstaatliche Bahn („celostátní dráha“) klassifiziert.

## Geschichte

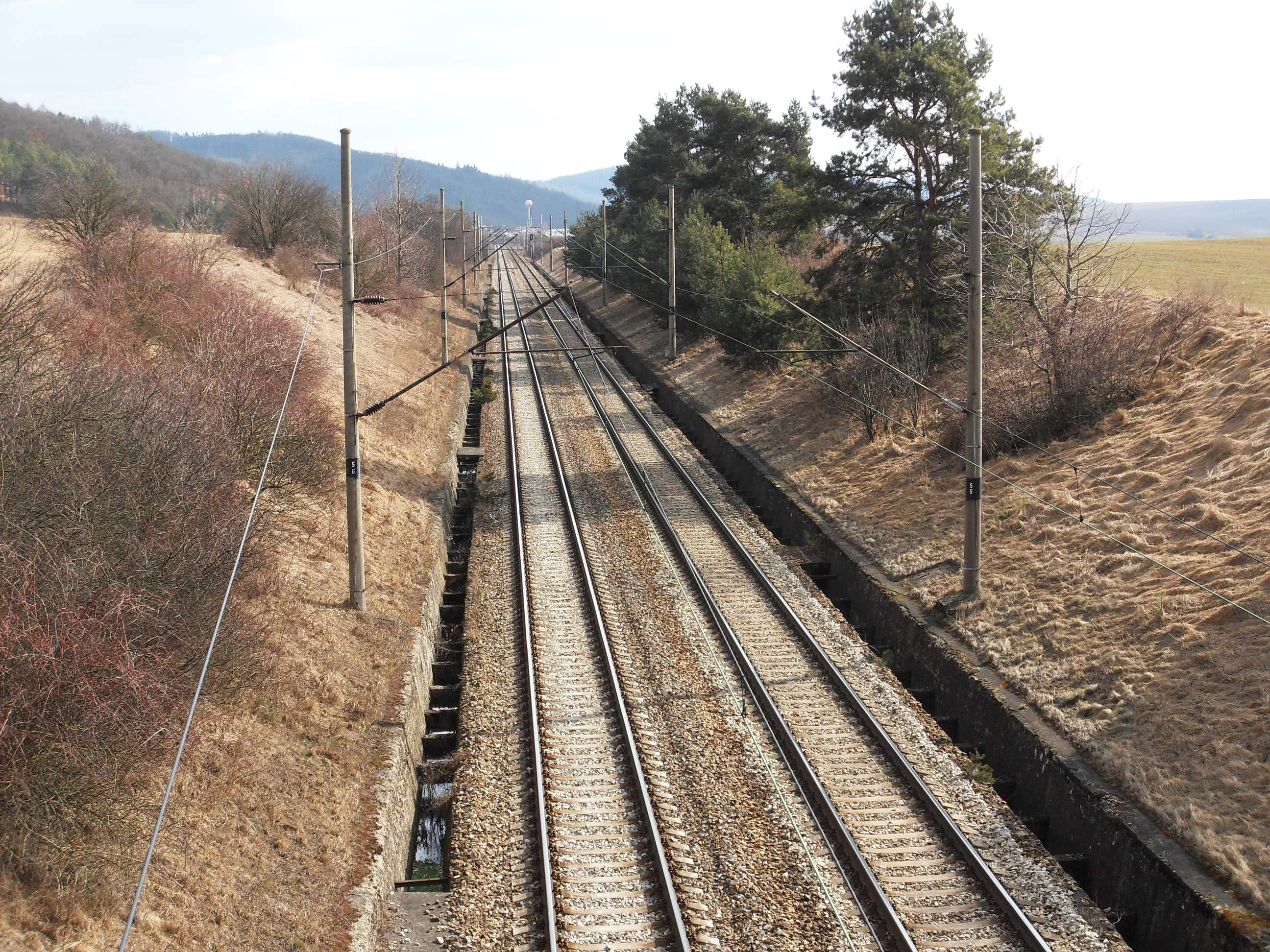
Die Bahnstrecke in der Nähe von Kuřim

1885 wurde die Bahnstrecke Brünn–Tischnowitz der StEG eröffnet. Sie zweigte bei der Spitalstraße von der Trasse nach Schimitz (Židenice) ab und führte über Hussowitz (Husovice) und Königsfeld (Královo Pole) nach Tischnowitz (Tišnov).
1898 wurde die Strecke Deutsch Brod–Saar der Lokalbahn-Gesellschaft gleichen Namens eröffnet.
1905 eröffnete die gleiche Gesellschaft die Strecke Saar–Tischnowitz und stellte damit die Verbindung nach Brünn her. Den Betrieb führten die k.k. österreichischen Staatsbahnen (kkStB) im Auftrag der Lokalbahn Deutschbrod–Tischnowitz aus. In Tischnowitz musste jedoch umgestiegen werden. Nach dem Ersten Weltkrieg traten an Stelle der kkStB die neu gegründeten Tschechoslowakischen Staatsbahnen ČSD (Der Abschnitt Brünn-Tischnowitz war als Bahn der StEG bzw. kkSTB bereits staatlich.).
Am 1. Januar 1925 wurde schließlich noch die Lokalbahn Deutschbrod–Tischnowitz per Gesetz verstaatlicht und die Strecke wurde ins Netz der ČSD integriert.
Erste Planungen für die Errichtung einer Neubaustrecke zwischen Prag und Brünn gab es schon in den 1920er Jahren. Zu jener Zeit hatte jedoch der Ausbau der Verbindungen zwischen den böhmischen Ländern und der Slowakei Priorität, später verhinderten die Folgen der Weltwirtschaftskrise von 1929 eine Realisierung. Eine gänzlich neue Situation entstand jedoch mit der Angliederung des Sudetenlandes an Deutschland ab 1. Oktober 1938. Die neue Staatsgrenze zerschnitt die einzige leistungsfähige, zweigleisig ausgebaute Verbindung zwischen Prag und Brünn über Česká Třebová mehrfach, so dass dort ein durchgehender Eisenbahnbetrieb nur noch im privilegierten Durchgangsverkehr möglich war.
Der Ausbau der Strecke zwischen Brünn und Německý Brod (Deutschbrod, heute: Havlíčkův Brod) begann noch im Jahre 1938 als Teil einer landesweiten Magistrale Praha–Havlíčkův Brod–Brno–Veselí nad Moravou–Nové Mesto nad Váhom. Teil des Projektes war auch der Bau des neuen Rangierbahnhofs Brno-Maloměřice. Zwischen Královo Pole und Tišnov sowie Žďár nad Sázavou und Deutschbrod folgte die neue Strecke weitgehend dem Verlauf der schon seit 1905 bestehenden Lokalbahnverbindung, die dort aufgelassen und völlig neu trassiert wurde. Nur zwischen Tišnov und Žďár nad Sázavou sowie Brünn und Královo Pole erhielt die neue Strecke einen völlig neuen Verlauf. Bis zur Einstellung der Arbeiten infolge des am 1. September 1939 begonnenen Zweiten Weltkrieges war bereits ein Teil der Strecke im Unterbau fertiggestellt.
Ab 1944 wurde in den drei fertiggestellten Tunneln westlich von Tischnowitz ein bombensicheres Verlagerungsobjekt für den Bau des Jagdflugzeuges Messerschmitt Bf 109 eingerichtet. Die Fabrik führte den Decknamen Diana. Im Deutschbroder Tunnel bei Riedelhof wurde 1944 mit dem Projekt Dachs III die Errichtung einer unterirdischen Raffinerie für die Pardubitzer Fanto-Werke begonnen.
Nach Kriegsende im Mai 1945 und der Wiederherstellung des tschechoslowakischen Staates wurden die Bauarbeiten an der Strecke sukzessive wieder aufgenommen. Am 5. Dezember 1952 wurde die Eröffnung der Strecke gefeiert. Am 20. Dezember 1953 ging die Strecke vollständig in Betrieb. Die alte Trasse von Brno hl.n. nach Královo Pole wurde am 27. Mai 1962 zur Schleppbahn (vlečka) abgestuft. Im Güterverkehr wurden über das Gleis noch einige Anschließer von Královo Pole aus bedient.
Bereits beim Streckenbau war die spätere Elektrifizierung geplant. Der für den Oberleitungsbau notwendige Raum wurde beim Lichtraumprofil berücksichtigt. Die Elektrifizierung wurde in den 1960er Jahren mit dem modernen Wechselstromsystem 25 kV / 50 Hz realisiert. Der elektrische Eisenbahnbetrieb wurde am 4. November 1966 aufgenommen. Fortan liefen über die Strecke die meisten Fernzüge zwischen Bratislava und Prag. 
Am 1. Jänner 1993 ging die Strecke im Zuge der Dismembration der Tschechoslowakei an die neu gegründeten České dráhy (ČD) über. Seit 2003 gehört sie zum Netz des staatlichen Infrastrukturbetreibers Správa železniční dopravní cesty (SŽDC), heute: Správa železnic.
Der Ausbau und die schon länger geplante Elektrifizierung der Bahnstrecke Brno–Česká Třebová führte in den 1990er Jahren zu einem signifikanten Bedeutungsverlust. Die Mehrheit der Fernreisezüge zwischen Brünn und Prag verkehrte fortan bei deutlich kürzeren Fahrzeiten (wieder) über Česká Třebová. Auf der Verbindung über Havlíčkův Brod verblieb vor allem der Güterverkehr.
Zwischen 2003 und 2009 verkehrte über die Strecke in den Monaten Juni bis September einmal wöchentlich der Schnellzug Jadran-Express Prag–Split–Prag von Tschechien über Ungarn nach Kroatien. Wegen fehlender Bereitschaft der HŽ und MÁV zu einer Kofinanzierung des von den ČD betriebenen Urlauberfernreisezuges wurde dieser ab 2010 eingestellt.
Während einer Vollsperrung von April bis November 2024 wurde der Abschnitt zwischen Vlkov u Tišnova und Křižanov vollständig erneuert. Acht Brücken und vierzehn Durchlässe wurden neu gebaut, zwei Stützmauern neu errichtet. Die Bogenradien in diesem Abschnitt wurden für eine Streckengeschwindigkeit von 160 km/h aufgeweitet. Anstatt des Bahnhofes Vlkov u Tišnova wurde die näher am namensgebenden Ort liegende Haltestelle Vlkov-Osová neu eingerichtet.

## Streckenbeschreibung

### Streckenverlauf
Die Bahnstrecke fädelt im Norden von Brünn von der Bahnstrecke Brno–Česká Třebová aus, um aus dem Tal der Svitava hinauf ins Tal der Ponavka mittels einer Kehrschleife bei Brno-Maloměřice a Obřany zu gelangen und damit eine nordwestliche Richtung einzuschlagen. Über Nordausläufer der Stadt und Kuřim wird dabei nach Tišnov im Tal der Svratka übergesetzt. In Tišnov wird allerdings gleich wieder westwärts in der Seitenfurche der Loučka (Svratka) eingetaucht und an ihrer südlichen Talflanke an Höhe gewonnen, um mit zahlreichen Kunstbauten und einer Schleifenbildung bei Řikonín ins Krischanauer Bergland (Křižanovská vrchovina) einzufahren. Křižanov wird dabei südlich passiert und die damalige Neubaustrecke weiter Richtung Nordwesten bis Žďár nad Sázavou im östlichen Hinterland der Oslava trassiert. Ab Žďár wird – mit zahlreichen Kunstbauten im Zuge des Neubaus großzügig ausgeführt – westwärts das Tal der Sazava bis Havlíčkův Brod genutzt.

### Ingenieurbauwerke

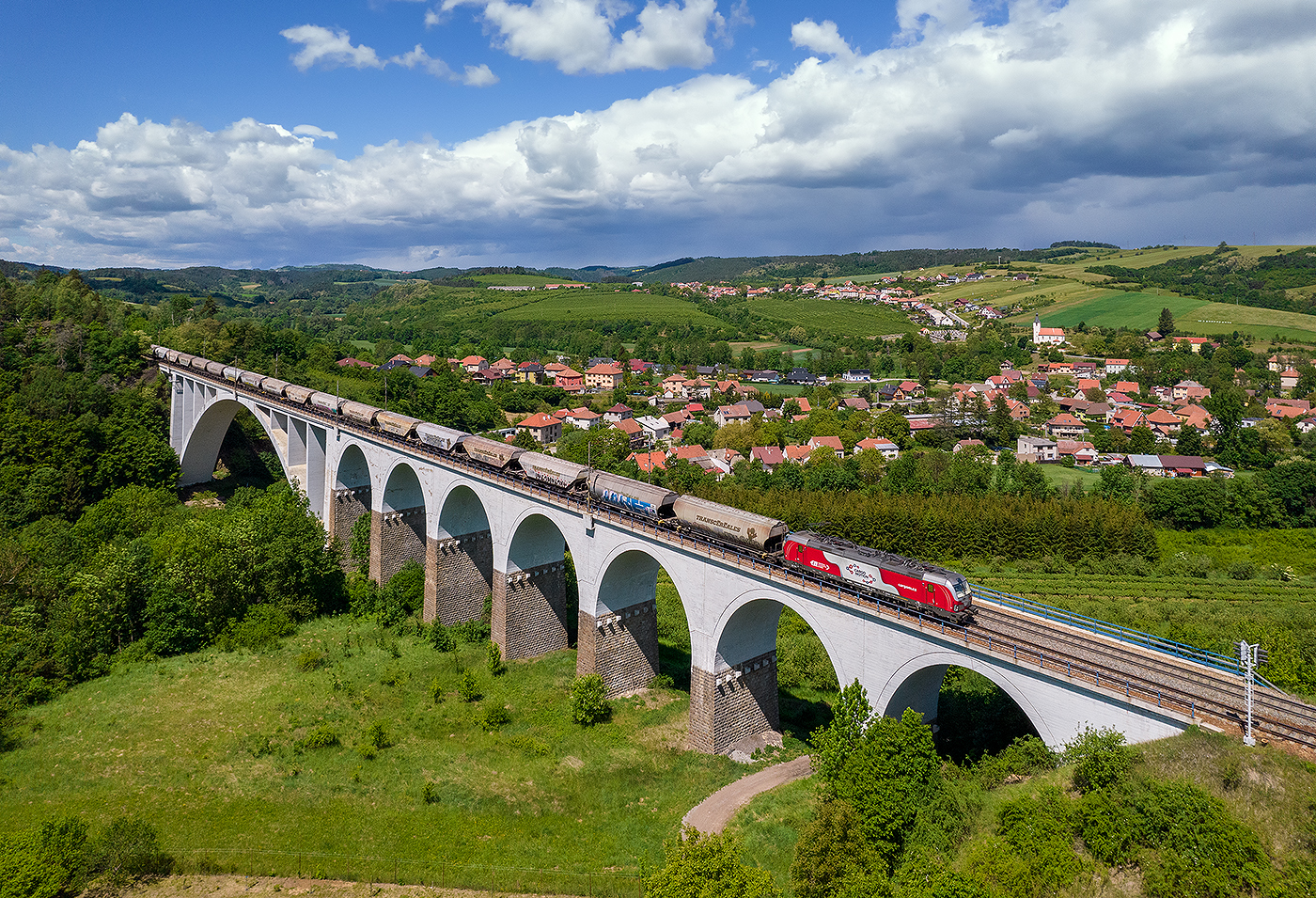
Most Míru (2022)

Die Brücke des Friedens (Most míru) bei Dolní Loučky überspannt das Tal der Libochovka. Das 300 m lange und 30 m hohe Bauwerk entstand zwischen 1939 und 1953. Der 120 m lange Hauptbogen gilt als längster Stahlbetonbogen Tschechiens.